# Buddy Roosevelt
Buddy Roosevelt (25 de junio de 1898 — 6 de octubre de 1973) fue un actor y especialista cinematográfico de nacionalidad estadounidense, activo desde la época del cine mudo hasta los años 1950.

## Biografía
Su verdadero nombre era Kenneth Stanhope Sanderson, y nació en Meeker, Colorado. En su juventud fue atleta y cowboy, y se inició en la actuación como especialista en 1916, siendo su primer trabajo el que llevó a cabo en el film Hell's Hinges. Roosevelt siguió a lo largo de su carrera en Hollywood compaginando las tareas de actor y las de especialista. Durante la Primera Guerra Mundial sirvió en la Armada de los Estados Unidos, afirmándose que embarcó en el USS Norfolk, navío hundido en la contienda, aunque no existen registros de un buque de ese nombre sirviendo durante la Primera Guerra Mundial.
Tras el final de la guerra volvió a Hollywood, actuando como especialista en filmes tan notables como The Sheik, el clásico de 1921 protagonizado por Rodolfo Valentino. El primer papel de Roosevelt como actor llegó en la cinta de 1924 Down in Texas. Protagonizaría 37 películas desde 1924 a 1929, la mayoría de las mismas del género western, y superaría con éxito la transición al cine sonoro, principalmente gracias a su habilidad como especialista.
En 1930 actuó con William Haines y Leila Hyams en Way Out West, siguiendo así con su participación en westerns, la mayoría de los cuales eran de serie B. En los años 1930 trabajó en 66 filmes (en algunos era actor a la vez que especialista), casi todos westerns, actuando juntos a intérpretes como Harry Carey, Hoot Gibson, Gloria Stuart, Joel McCrea, Edward G. Robinson, Bette Davis y Humphrey Bogart. En 1939 actuó y fue especialista en el clásico de Claire Trevor y John Wayne La diligencia, y a lo largo de los años 1940 fue actor o especialista en 32 películas, destacando su participación, junto a Randolph Scott y Lloyd Bridges, en Abilene Town.
En los años 1950 hizo pequeños papeles en sesenta y cinco episodios de la serie televisiva de la American Broadcasting Company The Life and Legend of Wyatt Earp.
Desde 1950 a 1962 también trabajó en treinta y seis películas y en dos series de TV. Él se retiró en 1963, siendo su última producción de importancia la protagonizada por John Wayne y James Stewart The Man Who Shot Liberty Valance. Tras su retiro volvió a Meeker, donde vivía en el momento de su fallecimiento, ocurrido el 6 de octubre de 1973, a los setenta y cinco años de edad. Fue enterrado en el Cementerio Highland de dicha población.